# Shuili
Shuili (kinesiska: 水利, 水利水族乡) är en socken i Kina. Den ligger i provinsen Guizhou, i den sydvästra delen av landet, omkring 170 kilometer sydost om provinshuvudstaden Guiyang.